# Pau Estapé i Maristany
Pau Estapé i Maristany (el Masnou, Maresme, 1845 - el Masnou, Maresme, 22 de febrer de 1918) fou un industrial català.
Fill de Gerard Estapé, propietari de la fàbrica Estapé del Masnou (coneguda popularment com a Can Xala), que feia veles per a vaixells. La familia tenia el sobrenom de "Xala" i vivien a la casa de Can Xala, al Masnou. En morir el seu pare, la fàbrica passà a les mans de Pau Estapé i Maristany. Aquest amplià el ventall de productes per fer front a la crisi amb veles comercials: teles encerades, tendes per a l'exèrcit, baques per als carruatges i, fins i tot, corretges de lona per a transmissió. L'empresa rebé la medalla d'or a l'Exposició Universal de Barcelona de l'any 1888. Poc després, l'empresa es convertí en Estapé, Cros i Companyia, en associar-se amb Pere Cros i Casanova, de Vilassar de Mar. L'any 1911 va ser venuda a una societat formada per Ramon Puig i Marcó, Juan Piserra i Alfred Riera i fills que li varen canviar el nom per "Industrial Lonera". A cavall dels dos segles s’inicià el desenvolupament de la indústria del gènere de punt, en un moment en què la fabricació de teixits de cotó entrava en crisi i en un àmbit territorial amb un teixit empresariat consolidat i lligat al ram tèxtil. La cojuntura històrica de l’estrall de la Primera Guerra Mundial afavorí el comerç dels productes, situació que es mantingué fins a l’esclat de la Guerra Civil
En la dècada dels anys noranta del segle xix, a Caldes de Malavella va comprar els terrenys de la Font dels Bullidors per tal de comercialitzar-ne les aigües. Es va començar a comercialitzar per a l'embotellament el 1902 amb el nom de Vichy Caldense. Pocs mesos després, però, a causa d'una demanda de l'empresa Vichy Catalán i del Govern francès va canviar el nom per Agua Xala. Fins que el 1912, va canviar el nom que encara conserva d'Agua Imperial. Adjacent a la font dels Bullidors va descobrir les restes de les termes romanes de Caldes de Malavella. Pau Estapé en va patrocinar l'excavació, la conservació i l'adequació i va decidir convertir-les en la bandera del seu producte i en el logotip de la seva empresa.
Va ser alcalde del Masnou dos cops: l'any 1886 i de 1897 a 1899. L'any 1899 va fundar la Casa Benèfica del Masnou, un asil benèfic dedicat a l'assistència de malalts pobres, ancians i nens desemparats i indigents.
L'any 1945, l'Ajuntament del Masnou decidí posar el seu nom a un carrer de la vila (avinguda de Pau Estapé i Maristany). L'any 1949, en el marc del 50è aniversari de la fundació de la Casa Benèfica del Masnou, se li feu un homenatge que inclogué l'erecció d'un bust seu al pati de l'asil.
Es casà amb Estrella Millet Oliver i tingué diversos fills. Està enterrat al cementiri del Masnou, en un panteó construït per Josep Canudas i Horta
i Enric Fatjó i Torras.